# Michaił Pulajew
Michaił Siergiejewicz Pulajew (ros. Михаил Сергеевич Пуляев, ur. 22 czerwca 1987) – rosyjski judoka. Olimpijczyk z Rio de Janeiro 2016, gdzie zajął siedemnaste miejsce w wadze półlekkiej.
Wicemistrz świata w 2014, 2015 i 2017; piąty w 2013; siódmy w 2018; uczestnik zawodów w 2019. Zdobył trzy medale w drużynie. Startował w Pucharze Świata w latach 2007, 2008, 2010, 2011 i 2015. Brązowy medalista mistrzostw Europy w 2014, a także dwukrotny medalista w drużynie. Zdobył dwa medale na igrzyskach europejskich w 2015. Mistrz Rosji w 2008 i 2010; drugi w 2012 i trzeci w 2009 roku.

## Letnie Igrzyska Olimpijskie 2016
| Konkurencja | Eliminacje               | Klas. końcowa |
| Konkurencja | Przeciwnik I             | Miejsce       |
| ----------- | ------------------------ | ------------- |
| 66 kg       | Antoine Bouchard (CAN) P | 17.           |